# Papier minéral
Le papier minéral ou feuille de pierre est un support documentaire (pouvant aussi servir en décoration) ayant l'apparence du papier, hydrofuge et ne contenant aucune matière organique. La pierre, composant principal, est consolidée par un liant contenant de la fibre de verre.
Des livres imprimés sur ce support peuvent être lus en milieu humide, voire sous l'eau.
En 2019, L'Inondation  de Zola fut imprimée sur du papier minéral.